# Kedleston Hall
Kedleston Hall è una casa di campagna inglese situata presso Kedleston, nel Derbyshire, non distante dalla città di Derby. Appartenne alla famiglia Curzon, antica e nobile famiglia proveniente da Notre-Dame-de-Courson e trasferitasi in Inghilterra dopo la conquista normanna dell'isola. Oggi fa parte del National Trust.
La famiglia Curzon è stata proprietaria del territorio dove sorge la villa sin dal 1297: nel corso dei secoli i Curzon fecero costruire numerose residenze attorno al sito dove sorge oggi Kedleston Hall. L'attuale edificio fu infine costruito per volere di Sir Nathaniel Curzon (poi primo barone Scarsdale) nel 1759. La villa venne commissionata a due architetti di impronta palladiana, James Paine e Matthew Brettingham. Essi si basarono su alcuni documenti redatti dallo stesso Andrea Palladio per la costruzione di Villa Mocenigo, poi mai realizzata. Contemporaneamente, tuttavia, Curzon aveva assunto un giovane architetto, Robert Adam, che si occupasse dei giardini; Curzon rimase talmente impressionato dalle capacità di Adam da affidargli l'intera realizzazione della casa. I disegni di Paine e Brettingham vennero quindi modificati e la villa fu edificata secondo il nuovo stile neoclassico.